# Monomontia montensis
Monomontia montensis is een hooiwagen uit de familie Triaenonychidae.